# Peter Hucklenbroich
Peter Hucklenbroich (* 25. September 1949 in Münster) ist ein deutscher Medizinhistoriker.

## Leben
Er studierte von 1968 bis 1975 Chemie und Philosophie und von 1977 bis 1983 Humanmedizin an der Universität Münster. 1978 wurde er dort zum Dr. phil. und 1986 zum Dr. med. promoviert. 1989 folgte die Habilitation für Theorie und Geschichte der Medizin. Ab 1994 lehrte Hucklenbroich als Universitätsprofessor für Theorie und Geschichte der Medizin an der Universität Münster (Fiebiger-Professur). Von 2004 bis 2015 amtierte er zudem (alternierend mit Bettina Schöne-Seifert) als geschäftsführender Direktor des Instituts für Ethik, Geschichte und Theorie der Medizin in Münster. 2015 trat er in den Ruhestand.

## Schriften (Auswahl)
- Theorie des Erkenntnisfortschritts. Zum Verhältnis von Erfahrung und Methoden in den Naturwissenschaften. Meisenheim am Glan 1978, ISBN 3-445-01831-6.
- Organismus und Programm, medizintheoretische Untersuchungen zur Theorie des Organismus und Theoretischen Pathologie. 1986, OCLC 832273098.